# Wedgie
 (avril 2022).
Si vous disposez d'ouvrages ou d'articles de référence ou si vous connaissez des sites web de qualité traitant du thème abordé ici, merci de compléter l'article en donnant les références utiles à sa vérifiabilité et en les liant à la section « Notes et références ».

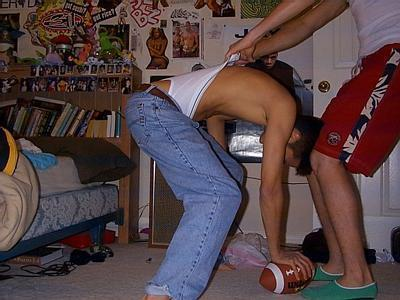
Jeune homme subissant un wedgie

Un wedgie (de l'anglais to wedge, « coincer ») ou tire-slip est un acte consistant à coincer les sous-vêtements de quelqu'un dans son sillon interfessier. Bien qu'un wedgie puisse survenir spontanément, le terme est habituellement réservé au cas où il est intentionnel, qu'il s'agisse d'une farce ou d'une brimade. Administrer un wedgie implique donc de tirer vers le haut les sous-vêtements de la victime.
Les wedgies sont abondamment représentés dans la sous-culture populaire américaine, comme archétype de mauvaise blague ou de harcèlement scolaire. Dans de telles représentations, c'est généralement un slip que porte le récipiendaire du wedgie.

## Risques, répression et prévention
Les wedgies peuvent être dangereux. Infligés à des hommes, ils peuvent causer des lésions aux testicules ou au scrotum. 
En 2004, un enfant de 10 ans a dû subir une intervention chirurgicale à la suite d'un wedgie. 
En avril 2006, dans l'état de New York, un instituteur a été arrêté et inculpé de mise en danger d'un mineur pour avoir administré un wedgie à un élève de 10 ans,.
En 2007, deux enfants de 8 ans, Jared et Justin Serovich, se sont fait connaître en présentant un sous-vêtement wedgie-proof (littéralement « à l'épreuve des wedgies ») à la Central Ohio Invention Competition où leur invention les a menés en finale.
En 2014, un homme de 58 ans est mort d'asphyxie à la suite d'un « wedgie atomique ».
En 2023, un couple poursuit la compagnie Walt Disney Parks & Resorts pour un wedgie causé par un toboggan du parc Typhoon Lagoon en 2019, et ayant provoqué des blessures sévères et permanentes. 

## Variantes
Qu'il relève d'une farce ou du harcèlement scolaire, le wedgie fait l'objet de nombreuses variantes dont il est impossible de dresser la liste exhaustive. Certaines variantes parmi les plus connues sont les suivantes :
- le Messy est un wedgie dans lequel, avant de tirer les sous-vêtement de la victime, de la nourriture souvent visqueuse (de la crème fraiche par exemple) y est introduite.
- Le Melvin est une version qui consiste à tirer les sous-vêtements par devant, dans le but délibéré de blesser les parties génitales de la victime[9]. Chez la femme, cette variante est parfois appelée la Minerva ou Minerve.
- L'atomic wedgie ou « wedgie atomique » consiste à tirer l'élastique du sous-vêtement jusqu'à en couvrir la tête de la victime[9],[10].
- Le hanging wedgie (« wedgie pendaison ») consiste à suspendre la victime par ses sous-vêtements de façon à la soulever du sol[11].
- Le shoulder wedgie, littéralement « wedgie épaule », consiste, comme son nom l'indique, à rabattre les angles du sous-vêtement de la victime sur ses épaules.
- Le shoes wedgie ou jocklock, consiste à ramener les angles des sous-vêtements de la victime sur ses chaussures : un réflexe lui faisant tendre les jambes et élargir le wedgie par elle-même.
- Le connection wedgie consiste à ouvrir le soutien-gorge de la victime et le refermer sur sa culotte.